# Prešernova koča na Stolu
Prešernove schronisko na Stolu (słoweń. Prešernova koča na Stolu) – schronisko turystyczne, które leży na południowej stronie zbocza Stolu, trochę pod szczytem Malego Stolu (2198 m). Nosi imię dra France Prešerena, największego słoweńskiego poety. Pierwsze schronisko zostało wybudowane w 1909 i oddana do użytku 31 lipca 1910. Podczas II wojny światowej schronisko zostało spalone. Na jego fundamentach 21 sierpnia 1966 wybudowano nowe. Zarządza nim PD (Towarzystwo Górskie) Javornik - Koroška Bela.

## Dostęp
- 4 h: ze schroniska Pristava w Javorniškim rovtu (975 m), przez Sečę
- 2,30 h: z Valvasorjevego domu pod Stolem (1181 m), transwersalą
- 3 h: z Valvasorjevego doma pod Stolom (1181 m), koło Zabreškiej planiny

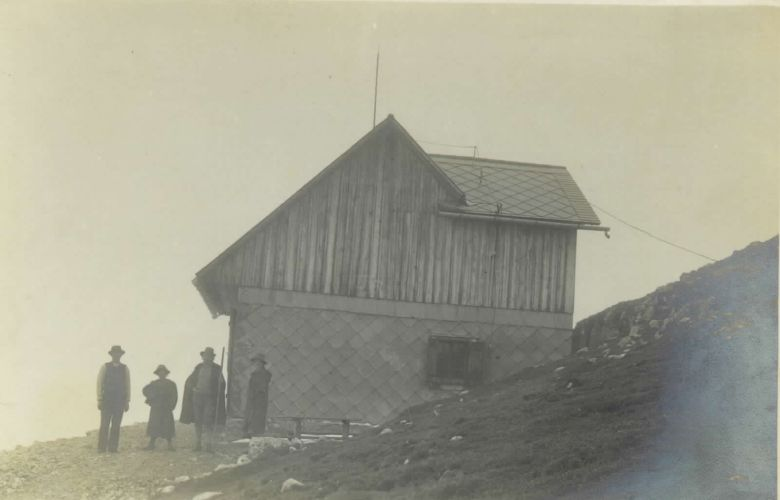
Prešernova koča w 1913

## Sąsiednie obiekty turystyczne
- 2 h: do Chaty Klagenfurckiej (słoweń. Celovška koča, niem. Klagenfurter Hütte, 1663 m) w austriackiej karyntii, przez przełęcz Belščica (1840 m)
- 3,30 h: do schroniska na Zelenicy (1536 m)
- 15 min: Stol (2236 m)

## Patrz
- Słoweński Szlak Górski